# 古普塔家族
古普塔家族為一印度裔南非商人家族，其核心成員包括阿賈伊（Ajay）、阿圖（Atul）、拉傑殊（Rajesh，又名東尼"Tony"），以及阿圖的三個外甥：瓦倫（Varun）、阿維什（Ashish）和阿莫爾（Amol），其中後兩位長居美國。古普塔家族的家族事業橫跨電腦相關產品、媒體業和礦業，由於該家族與前任南非總統雅各布·祖瑪關係匪淺，因此也充滿爭議性。
2016年，阿圖·古普塔成為南非第七大富豪，根據其於南非證券交易所上市之股票計算，其身價估計為107億蘭特，折合約7.73億美元。
古普塔家族於1993年由印度北方邦移民至南非，並成立撒哈拉電腦公司（Sahara Computers）。該家族於約翰尼斯堡薩克斯森沃勒撒哈拉社區擁有四套別墅，另於阿拉伯聯合大公國杜拜亦有置產。
古普塔家族與前任南非總統雅各布·祖瑪擁有著深厚的關係，除了個人交情外，還包括對奧克灣投資集團（Oakbay Investments）的投資。此一政商關係充滿爭議性，因涉及貪污、不恰當的影響力和俘獲國家（指政府的決策、活動、高層人事安排和國營事業的投資涉嫌直接或間接圖利古普塔家族）而受到國際矚目。
2015年，反貪人士和前勞工運動人士茲維林茲馬·瓦維（Zwelinzima Vavi）稱古普塔家族為南非的「影子政府」。多名國會議員亦指出自己曾被古普塔家族徵詢對擔任各類政府要職的興趣，並以為該家族的商業利益提供方便作為任職的交換條件。2017年，英國公關公司貝爾·波廷格遭揭發為古普塔家族旗下的奧克灣投資集團製造假新聞，包括煽動族群之間的矛盾、製造種族對立和散發有關於「白人壟斷南非經濟」之類的輿論。報導指出，貝爾·波廷格利用推特等社群媒體的假帳號製造輿論，稱奧克灣投資集團為受害者，並試圖澄清其涉嫌貪汙之指控。貝爾·波廷格因此事件於事後倒閉。
2017年10月，美國聯邦調查局對古普塔家族居於美國的成員阿維什·古普塔（Ashish Gupta）和阿莫爾·古普塔（Amol Gupta）展開調查。兩人皆為長居德州的美國公民，涉嫌自阿拉伯聯合大公國的一家古普塔家族旗下的公司獲得不明資金。2018年2月16日，雅各布·祖瑪辭任南非總統後的第二天，阿賈伊·古普塔（Ajay Gupta）因拒絕配合司法調查而被南非檢方通緝。

## 投資事業
古普塔家族的事業版圖廣大，橫跨能源業和媒體出版業。其成立的首兩家公司為撒哈拉電腦公司（Sahara Computers）和撒哈拉系統有限公司（Sahara Systems (Pty) Ltd.）。
礦業部分，其投資事業有開採鈾礦和金礦為主的的奧克灣資源與能源（Oakbay Resources and Energy），以及旗下的西瓦鈾礦（Shiva Uranium Mine）和圖睿開採與資源（Tegeta Exploration and Resources）。其它礦業投資還包括西下投資公司（Westdawn Investments Pty Ltd）、JIC採礦服務（JIC Mining Services）和黑邊探勘（Black Edge Exploration）。
此外，古普塔家族於南非的媒體產業也有所布局，其投資事業包括TNA媒體（TNA Media (Pty) Ltd）及旗下的全國性報紙《新時代》（The New Age）和24小時新聞電視台ANN7（非洲新聞網，African News Network）。
其它投資事業包括專為採礦業、機械業、和防彈車輛提供鋼材的鋼材生產商VR雷射服務（VR Laser Services），以及島地方投資180（Islandsite Investment 180）和信心概念（Confident Concepts）。
2016年9月8日，奧克灣投資集團公布了該審計年的財務報表，審計年終於2016年2月29日。該審計年奧克灣集團共獲利26.2億蘭特。

## 與雅各布·祖瑪之間的關係

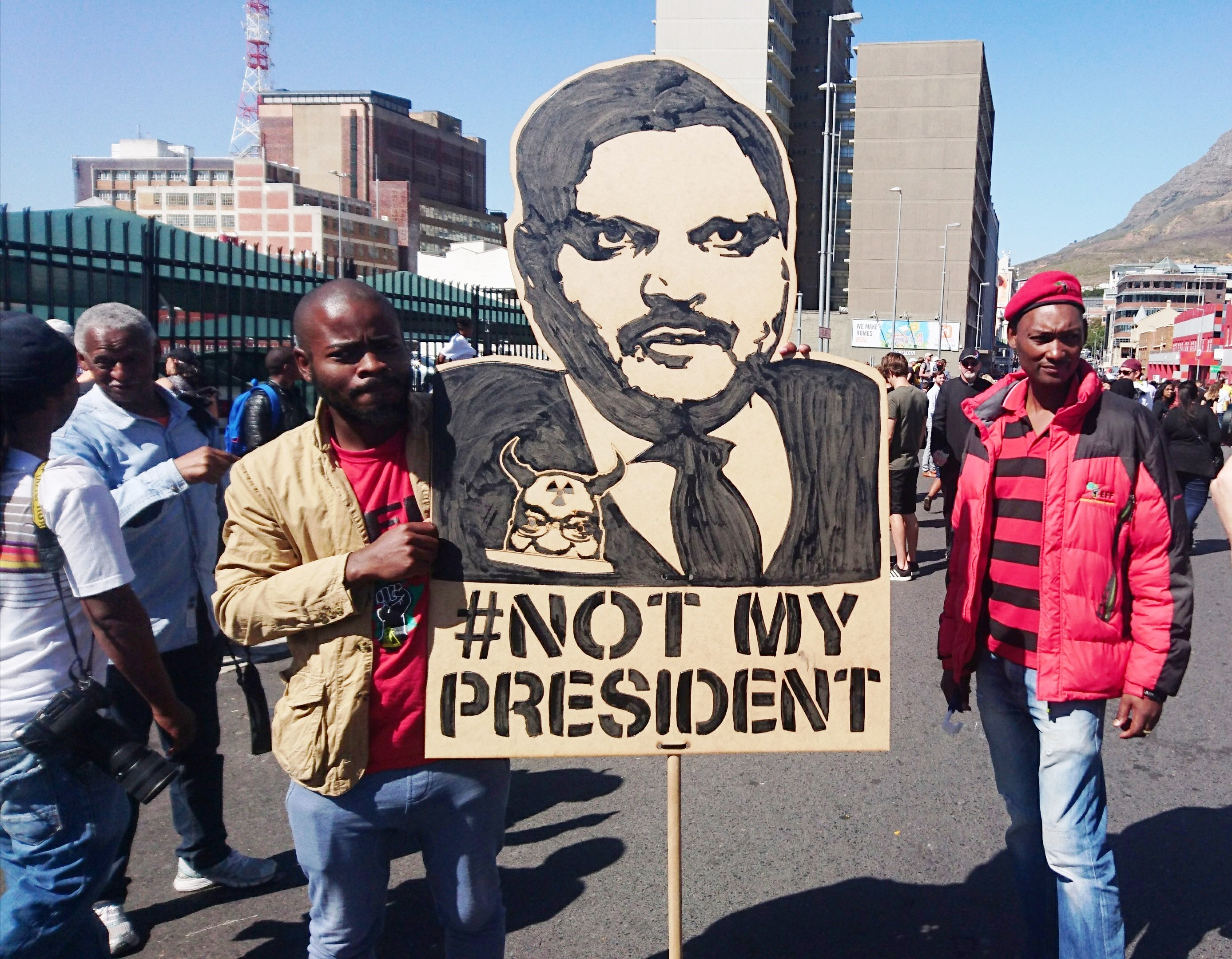
開普敦「祖瑪必須下台」遊行中，一名經濟自由戰士黨員舉起畫有阿圖·祖普塔和雅各布·祖瑪頭像的抗議海報。遊行口號「#不是我的總統」（#Not my president）直接點名阿圖·祖普塔和祖瑪總統之間的關係匪淺。

2003年，古普塔家族與時任副總統雅各布·祖瑪於古普塔家族在撒哈拉山莊（Sahara Estate，古普塔家族之私人住宅）舉行的一次私人聚會首次見面。自此古普塔家族和雅各布·祖瑪及其家族經常在各類活動一同出現。2005年，在塔博·姆貝基和雅各布·祖瑪爭奪非洲人國民大會領導權的權力鬥爭中，古普塔家族為祖瑪最為人知的有力支持者之一。
祖瑪的夫人邦吉·尼格瑪·祖瑪（Bongi Ngema-Zuma）亦受僱於古普塔家族，其中一位兒子杜杜扎尼·祖瑪（Duduzane Zuma）擔任古普塔家族多家公司的執行長，其中一位女兒杜杜齊勒·祖瑪（Duduzile Zuma）亦擔任於2008年撒哈拉電腦公司執行長一職，惟兩人皆在後來卸下古普塔家族安排的職務。雅各布·祖瑪與古普塔家族的關係令祖瑪在非國大黨內的領導權威備受考驗，對此祖瑪否認給予古普塔家族特殊待遇。
南非工會大會前任秘書長茲維林茲馬·瓦維（Zwelinzima Vavi）以「影子政府」形容古普塔家族對祖瑪總統的影響力。南非商業刊物《商業新聞》（Biznews）記者唐沃爾·佩絲莉（Donwald Pressly）引述時任副總統西里爾·拉馬福薩有關於俘獲國家的言論，提及該家族如何透過祖瑪影響國營事業的決策。南非反對黨之一的經濟自由戰士表示，古普塔家族已實際上將南非殖民化，祖瑪總統只不過是殖民政府的代理人而已。古普塔家族否認相關指控，稱自己從未藉由祖瑪總統的政治權力獲得任何利益，祖瑪總統也稱自己不曾對該家族給予任何不當優待。
在非國大於2016年3月18日至20日期間召開全國執行委員會之前，非國大發言人齊齊·柯德瓦（Zizi Kodwa）表示該黨對於俘虜國家一事感到憂心。2016年3月，非國大黨內亦對古普塔家族和其涉嫌俘虜國家一事展開調查。2016年5月，非國大秘書長穀威迪·曼塔什（Gwede Mantashe）稱該黨僅收到一件有關於調查古普塔家族俘虜國家一事之書面請求，因此持續調查該事件對於非國大來說毫無意義。祖瑪政府所成立的嚴重犯罪調查部門「小鷹組」的發言人則表示，對於三名部長和古普塔家族涉嫌貪汙之指控毫無根據。
2016年9月，奧克灣投資集團表示，該集團承包政府之案件僅占公司於該審計年總銷售額的9%。奧克灣集團並聲明，集團旗下的JIC採礦服務不曾承包政府之案件，旗下的第二大公司撒哈拉公司於2008年的一次董事會決定不再承接任何政府之案件。

### 祖普塔
祖普塔，為祖瑪（Zuma） + 古普塔（Gupta）的合稱，泛指古普塔家族與雅各布·祖瑪之間的政商關係。此一用語首次由經濟自由戰士使用，2016年時任總統雅各布·祖瑪發表國情咨文，經濟自由戰士成員打斷其發言，並重複呼喊「祖普塔必須下台」（Zupta must fall）的口號，以表示對雙方政商關係的不滿。

### 「古普塔門」婚禮爭議

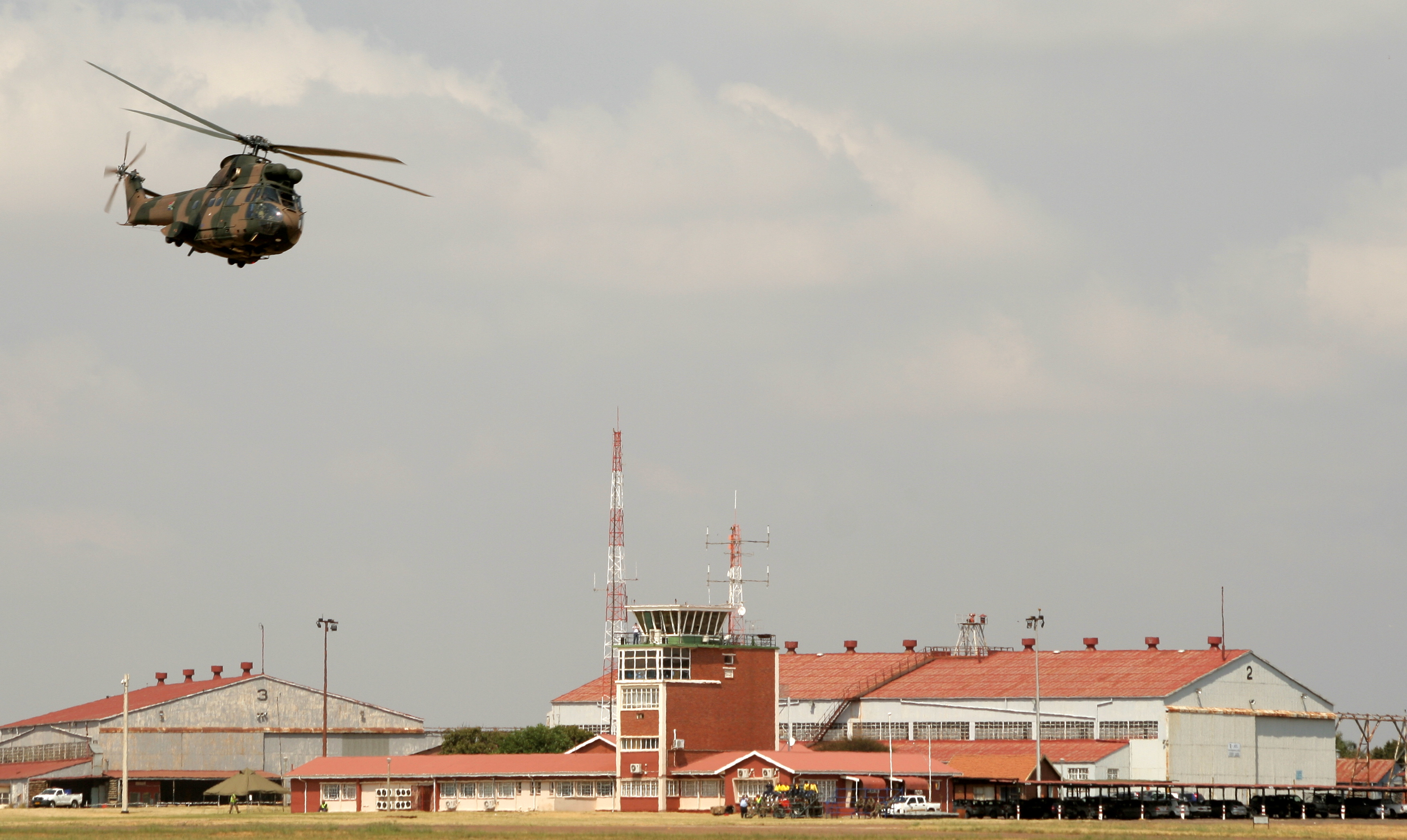
沃特克魯夫空軍基地

2013年4月30日，一架起飛自印度，載有217名乘客的捷特航空空中巴士A330包機航班降落於南非沃特克魯夫空軍基地，該班機乘客此行皆為參加維加·古普塔（Vega Gupta）和阿卡什·賈漢嘉海亞（Aakash Jahajgarhia）於西北省太陽城舉行的婚禮。此一事件為非國大和一些政黨帶來爭議，南非國防軍工會也對濫用空軍基地的行為予以譴責。非國大對此事件的官方聲明指出，相關單位應為允許古普塔家族在未經正常申請程序下入境一事接受懲處。
事後，印度高級專員維倫德拉·古普塔（Virendra Gupta，同姓，但與古普塔家族毫無關聯）指出，印度高級專員公署被允許將飛機降落在沃特克魯夫空軍基地。他說明，高級專員公署曾透過一名國防顧問和南非國防軍的國際關係國防長聯絡並徵詢使用空軍基地一事，獲得了對方同意。
該班機對空軍基地的使用由國際關係暨合作部禮賓司司長布魯斯·柯洛尼（Bruce Koloane）核准，柯洛尼認為核准該班機的降落是為了充分招待外國要員。柯洛尼於事後因此事遭到調查和降級，調查結果認為柯洛尼非法以祖瑪總統之名義核准該班機使用空軍設施。祖瑪總統原本也預計參加該婚禮，惟因此事爆發之爭議而取消。古普塔家族也因此事帶來的爭議向社會道歉，古普塔家族強調當時之所以會申請使用空軍基地是因為該班機的乘客有部分為印度政府之高級官員，而此舉亦是為了推動南非的觀光。由於此事帶來廣大的社會效應和輿論焦點，媒體也以「古普塔門」稱呼該事件。
2017年，該婚禮被揭露其花費係以自由邦省弗雷德的酪農補助計畫之名義，由自由邦省政府以洗錢方式經杜拜匯款給古普塔家族旗下的一家公司。2018年1月，南非國家檢察署財產沒收組沒收自由邦省農業部於莫塞本茲·茲瓦尼（Mosebenzi Zwane）擔任部長期間付給古普塔家族的一筆2.2億蘭特，名義上用於酪農補助計畫的款項，並稱該計畫為「精心設計用來詐取農業部經費之騙局」。為此，又稱「小鷹組」（Hawks unit）的南非優先犯罪調查局（Directorate for Priority Crime Investigation）對自由邦省長埃斯·馬加舒勒（Ace Magashule）的辦公室進行搜索。

### 對於內閣人事安排的影響力
2016年，一系列古普塔家族影響內閣人事安排的指控浮出檯面。前非國大國會議員菲琪·孟特爾（Vytjie Mentor）聲稱2010年古普塔家族曾向她詢問對擔任國營事業部部長的興趣，並以終止南非航空的印度航線使古普塔家族所擁有的捷特航空能壟斷該航線的營運，作為擔任部長的條件，但受到孟特爾回絕。此一會面地點為古普塔家族位於薩克斯森沃勒（Saxonwold）的私人住所，孟特爾稱祖瑪總統當時人便在該住所的另一間房間內。孟特爾稱此事僅發生於時任國營事業部長芭芭拉·霍肯（Barbara Hogan）遭祖瑪總統辭退的數日之前。古普塔家族否認該指控，稱不曾詢問過孟特爾議員對國營事業部長職位的興趣，且該會面從未發生。祖瑪總統也聲稱對孟特爾所提及之事毫無印象。
財政部副部長麥克比西·卓納斯（Mcebisi Jonas）承認，在原財政部長恩蘭拉·聶涅（Nhlanhla Nene）遭祖瑪總統閃電撤換前不久，古普塔家族曾向其詢問對財政部長職位的興趣但遭其婉拒，認為此舉是對南非得來不易的民主成就的一種侮蔑，因為只有總統擁有內閣的人事權，而總統的合法性來自於民主選舉。卓納斯的言論印證了媒體先前的報導，古普塔家族事後否認曾經和聶涅洽詢其對財政部長職位的興趣。
南非《星期天時報》（Sunday Times）的報導指出，礦產資源部部長莫塞本茲·茲瓦尼（Mosebenzi Zwane）及時任聯合執政暨傳統事務部部長德斯·梵路彥（Des van Rooyen）曾於杜拜與古普塔家族的成員密談。莫塞本茲·茲瓦尼曾被祖瑪總統短暫提名為財政部長，因爭議過大而上任僅4日便辭職，此次會面的時間為梵路彥辭任財政部部長後的數日，梵路彥曾幫助古普塔家族取得一座大型煤礦的所有權。
一些曾為古普塔家族擔任保鑣工作的人士受訪指出，他們經常看見包括南非廣播公司營運長赫拉迪·莫沖那（Hlaudi Motsoeneng）在內的一些政府要員到訪古普塔家族位於薩克斯森沃勒的私人會所，並曾親眼目睹巨額現金進出該場所。此外，他們還指出阿賈伊·古普塔一直到2015年為止，經常於比勒陀利亞的總統招待所會見祖瑪總統，有時甚至每週高達三次。對此，祖瑪總統的一位發言人表示，這些會面不曾發生。
《獨行者日報》記者蘭傑尼·穆努沙米（Ranjeni Munusamy）指出，古普塔家族已成功取代非國大部署委員會之功能，從而使該黨不再能夠獨立且正當地挑選各政府部會和國營事業的首長。
2016年3月，由於天主教神父史坦斯勞斯·穆耶比（Stanslaus Muyebe）的投訴，即將辭任南非保民官的圖里·馬東歇拉（Thuli Madonsela）針對古普塔家族涉及俘虜國家一事提出調查報告。祖瑪總統和聯合執政暨傳統事務部部長德斯·梵路彥為防止該報告於2016年10月14日發布，即馬東歇拉任期的最後一天，而申請對報告發布的禁令。由於梵路彥的申請遭到駁回，祖瑪總統撤回申請，該報告延後至2016年11月2日發布。該報告建議應針對這些指控成立司法調查委員會，徹查祖瑪總統和古普塔家族之間的關係，並於180日內提出調查報告。祖瑪總統和梵路彥皆否認自己有任何過錯，古普塔家族之辯護律師亦對該報告所列之證據提出異議。古普塔家族否認自己有任何過失，並樂見自己能在司法調查中，反駁報告所提出之事證。
2016年11月25日，祖瑪總統宣布將一一檢視報告所提出之事證。祖瑪以「滑稽」和「毫無公正性」形容該報告，且指出自己未被給予充分時間回應保民官。
2017年5月底，一些由古普塔家族和其相關事業內部所流出的電子郵件被揭發，信件內容揭露了古普塔家族如何透過祖瑪總統和其黨羽插手內閣的人事安排，進而為自己牟利。這其中最為人所知的例子包括任命親古普塔人士任職艾斯康電力、運輸物流公司等國營企業首長，以及莫任命塞本茲·茲瓦尼（Mosebenzi Zwane）擔任礦產資源部部長。非國大青年部（ANC Youth League）和親古普塔家族的黑人優先土地優先黨（Black First Land First，簡稱BLF）對電子郵件的可信度提出質疑，南非共產黨則表示電子郵件的可信度相當高。
2018年1月，時任南非副總統西里爾·拉馬福薩（Cyril Ramaphosa）表示，政府確定會針對俘虜國家一事成立司法調查委員會，並由憲法法院副首席大法官雷蒙德·宗多（Raymond Zondo）擔任主席。首場聽證會計畫於2018年8月20日舉行，調查則預計持續兩年。

### 礦業和能源業
奧克灣資源與能源（Oakbay Resources & Energy）為古普塔家族所擁有的一家採礦和礦物處理公司。該公司供應各類礦物原料和礦物加工產品，礦種包括金、鈾、鉑、煤和鑽石。此外，該公司亦擁有工法各異之採礦服務，其中包括無軌開採法（機械化開採法）、有軌開採法、齊胸式開採法、順傾式開採法和露天式金礦開採法。
2014年11月28日，奧克灣資源與能源於約翰尼斯堡證券交易所上市。

#### 鐵礦之爭議
2010年，古普塔家族所擁有的帝國皇冠交易公司（英語：Imperial Crown Trading，簡稱"ICT"）及其主要股東之一的杜杜扎尼·祖瑪（Duduzane Zuma，即時任總統雅各布·祖瑪之子）涉及到安賽樂米塔爾和英美資源集團之間對於昆巴鐵礦公司（Kumba Iron Ore）之所有權的紛爭。昆巴鐵礦公司為賽申鐵礦（Sishen Mine）之擁有者，該鐵礦為非洲最大的鐵礦之一。南非礦產資源部因英美資源集團的開採許可證到期且逾期未重新申請許可證，而將賽申鐵礦21.4%的所有權賦予帝國皇冠交易公司。此案被提告至南非憲法法院，憲法法院於2013年裁定，帝國皇冠交易公司對於賽申鐵礦之所有權為非法。若憲法法院判定帝國皇冠交易公司的所有權合法，則英美資源集團必須賠償帝國皇冠交易公司8億蘭特（折合約8,000萬美元）。

#### 煤礦
南非《星期天時報》的報導聲稱，古普塔家族旗下的公司圖睿開採與資源（Tegeta Exploration and Resources）涉及透過政府高層之關係，取得國營艾斯康電力公司40億蘭特之合同，成為艾斯康電力的燃煤供應商。對此，礦產資源部部長莫塞本茲·茲瓦尼（Mosebenzi Zwane）否認該指控，稱圖睿並未獲得任何特殊待遇，該公司乃是取得歐普提門煤礦（Optimum coal mine）之經營權，該煤礦原本便為艾斯康電力之燃煤供應商之一，圖睿亦保證該煤礦的原工作人員不會喪失就業機會。不過，曾參與營救因無法付清罰鍰而瀕臨破產的該煤礦的人士指出，由於過去歐普提門煤礦曾因其提供之燃煤品質未達標準，而被艾斯康電力開罰24億蘭特，圖睿將該煤礦買下意味著圖睿必須付清該筆罰鍰。2016年6月12日，《都市報》（City Press）的報導聲稱，由於歐普提門煤礦因罰鍰而財務狀況不佳，艾斯康於在圖睿取得歐普提門煤礦之經營權之前，先行授予圖睿一筆金額超過5億6,400萬蘭特的合同以對圖睿進行紓困。此外，圖睿亦將歐普提門煤礦一部份的燃煤轉而供給於另一家電廠，以提高燃煤的售價。對此，艾斯康的一位高層表示，預先付款並非沒有先例，艾斯康亦沒有將燃煤由亨德利納電廠（Hendrina power plant）轉移至阿爾諾特電廠（Arnot power plant）。奧克灣集團執行長納吉姆·荷瓦（Nazeem Howa）則指責這些指控為「誇大的無稽之談」（Sublime and ridiculous），且預先付款乃艾斯康的標準做法。
2016年9月8日，納吉姆·荷瓦對彭博社表示，奧克灣投資集團以和艾斯康簽署合同，將以每公噸150蘭特之最高價供應燃煤給艾斯康旗下之電廠。荷瓦拒絕評論該筆交易是否已成交。

#### 鈾礦事業、恩蘭拉·聶涅、普拉文·戈爾丹和畢馬威
《蘭特每日郵報》（The Rand Daily Mail）的報導聲稱，古普塔家族透過與祖瑪總統的關係掌握其在南非核能事業之利益。2014年，南非政府宣布將考慮興建總發電量為9,600百萬瓦的六至八組核子反應爐，預算介於8,000億蘭特至1.6兆蘭特之間。此一計畫於2015年12月9日獲得內閣通過。同日，祖瑪總統亦對財政部長恩蘭拉·聶涅（Nhlanhla Nene）解除職務，引起一些爭議。由於聶涅反對此項計畫，聶涅的反對意見被指為祖瑪此次人事變動的主要原因。對此，祖瑪總統聲稱將聶涅解除職務是為了安排其擔任金磚五國發展銀行（New Development Bank/Brics Bank）非洲區域中心（African Regional Centre）首長一職。祖瑪總統的聲明引起媒體和反對陣營的廣泛批評，聶涅本人也稱自己在事前未被告知此項新人事安排。
隨著蘭拉·聶涅的辭職，鮮為人知的德斯·梵路彥（Des van Rooyen）被祖瑪總統任命接任財政部長一職，此一人事任命除了引起了輿論譁然，也直接反映在資本市場上，除了南非蘭特在短時間內大幅貶值，南非股市也大跌，使得祖瑪總統不得不撤回人事命令，改由過去曾擔任過財政部長一職的普拉文·戈爾丹（Pravin Gordhan）回任。此時，梵路彥上任僅四日。聶涅辭任後的數個月，梵路彥的兩名高級策士被起底與古普塔家族關係密切。戈爾丹上任後不久，又稱小鷹組（Hawks unit）的優先犯罪調查局（Directorate for Priority Crime Investigation）對戈爾丹於1999年至2009年擔任稅務局局長任內涉嫌貪汙的行為展開調查，此一調查行動遭南非共產黨在內的一些政黨指責為「違法」且「具政治目的」。戈爾丹指稱古普塔家族在背後主導調查行動，但古普塔家族否認有意逼迫戈爾丹卸下職務。2017年，古普塔家族的會計顧問畢馬威公司在進行內部調查的時候發現，該公司給古普塔家族的報告未能達到畢馬威的標準。此事除掀起了一股政治和輿論風波，亦造成畢馬威於南非的多名高級主管辭職，該公司並撤回了2015年出版的一份報告，該報告指控戈爾丹失職。

#### 發電廠
古普塔家族牽涉到非法將杜夫哈發電廠（Duvha Power Station）新鍋爐建設標案之爭議，該標案之顧問小組為古普塔家族旗下的崔莉恩公司（Trillian），其涉嫌將合約圖利給中國的東方電氣。同為競標者的通用電氣為此提出法律訴訟，其起訴書指出，儘管東方電氣的投標金額較通用電氣高出1億蘭特（約折合7,600萬美元），東方電氣依然得標，因此艾斯康電力（Eskom）涉嫌操縱招標程序。

### 鐵路
祖瑪總統之子杜杜扎尼·祖瑪（Duduzane Zuma）和古普塔家族涉及透過不正當影響力，使造價510億蘭特（折合2012年的60億美元）的600部列車之合同偏袒中國南車。2012年，前任南非乘客鐵路局（South African Passenger Rail Agency，簡稱Prasa）執行長勒基·蒙塔納（Lucky Montana）曾在一封信中寫道，古普塔家族和杜杜扎尼·祖瑪曾在自己擔任乘客鐵路局執行長任內，對自己和時任南非交通部部長本·馬丁斯（Ben Martins）關說，希望能將合同簽約給中國南車。2016年6月，此信於因蒙塔納將其副本寄予阿瑪布加尼調查報導中心（amaBhungane Centre for Investigative Journalism）而被公開。

#### 涉嫌收受SAP公司之回扣
2017年7月，SAP公司被指於2015年以1億蘭特買通古普塔家族旗下的CAD House公司，以獲得南非國營運輸物流公司（Transnet）之合同。SAP公司否認該指控，稱該筆款項為其銷售款項之延伸，儘管CAD House公司過去不曾和SAP公司有過合作經驗。此事爆發之爭議促使SAP公司將多名主管停職，並成立內部調查小組，該公司於非洲區的總裁也於調查期間遭停職，由代理總裁代行其職務。

### 軍火業
VR雷射服務（VR Laser Services），一家由古普塔家族與祖瑪總統的兒子杜杜扎尼·祖瑪（Duduzane Zuma）持有25%股權的公司，與南非國營航太與國防科技公司德尼爾（Denel）達成協議，合夥於香港成立德尼爾亞洲公司（Denel Asia）。南非的反對黨民主聯盟指控，該合資公司的成立違反《公共財政管理法》（Public Finance Management Act）的部分條文。時任國營事業部部長林恩·布朗（Lynne Brown）亦承認德尼爾的亞洲分公司違反《公共財政管理法》之規定。

### 媒體業
國際性媒體半島電視台英語頻道聲稱，祖瑪總統與古普塔家族的緊密關係使得古普塔家族旗下的媒體事業，尤其是《ANN7》和《新時代》，對於報導該家族的事業趨向於正面。

#### 來自經濟自由戰士的批評
2016年2月4日，經濟自由戰士領袖朱利葉斯·馬勒馬宣布，該黨不再歡迎《ANN7》和《新時代》等古普塔家族旗下的媒體採訪該黨往後的任何媒體發布會。經濟自由戰士以「腐敗的卡特爾」（corrupt cartel）一詞形容古普塔家族，批評兩家媒體充當該家族的宣傳機器。馬勒馬進一部指出，經濟自由戰士將無法保證兩家媒體的工作人員之人身安全。經濟自由戰士還批評《新時代》報社經常舉辦的「新時代早餐」活動，指該活動受到政府部門的贊助，且因接下不少政府的廣告合約而受到政府的特別對待。對此，非國大的一位發言人為古普塔家族辯護，強調該家族對於南非經濟的貢獻巨大。數日之後，經濟自由戰士提出了25個反對古普塔家族的理由，並指控南非政府在政府標案方面經常偏袒該家族之企業，且給予該家族的媒體事業特殊優待。
馬勒馬先前針對《ANN7》和《新時代》兩家媒體的員工之人身安全的言論引起了廣大的爭議，批評者除兩家媒體之外亦包括其它媒體，認為該言論具恐嚇意味，且意圖鼓勵民眾暴力對待媒體工作者，實違背維護媒體獨立的精神。針對此事，南非高等法院裁定經濟自由戰士無權禁止任何媒體採訪，且馬勒馬的言論涉及恐嚇，古普塔家族和其員工乃受《南非憲法》免於暴力恐嚇之保障。高等法院的判決亦指出，古普塔家族媒體事業的商業行為並無觸法，因此得以持續營運。

#### 斯昆加洛投資公司之爭議
2012年11月，賽昆加祿投資控股（Sekunjalo Investments）和愛爾蘭《獨立新聞與媒體》（Independent News & Media）洽談對其南非分社《獨立新聞與媒體南非》（Independent News & Media South Africa）的併購事宜。古普塔家族亦透過奧克灣投資公司（Oakbay Investments）和賽昆加祿投資控股協商，雙方並同意在賽昆加祿完成併購後，將給予奧克灣購買《獨立新聞與媒體南非》50%股權之選項。2013年2月，賽昆加祿完成對《獨立新聞與媒體南非》的併購後，奧克灣決定完成股權之購買，惟雙方對於奧克灣應以何種價格入手一事存在分歧。
此外，南非政府雇員基金（South African Government Employees Pension Fund）亦為賽昆加祿對《獨立新聞與媒體南非》的併購提供10%的資金。南非政府雇員基金不曾同意奧克灣所提出的條件，並於賽昆加祿在完成併購《獨立新聞與媒體南非》的2016年初，拒絕奧克灣取得《獨立新聞與媒體南非》50%股權之請求，奧克灣因此向賽昆加祿提出告訴。

#### 公共關係和貝爾·波廷格公司之爭議
面對社會輿論指責，古普塔家族找上了公關公司貝爾·波廷格（英語：Bell Pottinger）為其改善家族日漸惡化的形象。2016年2月，貝爾·波廷格公司操縱多個網路社群，將其輿論導向對古普塔家族有利的風向，操作內容包括與古普塔家族相關的維基百科條目、聊天室內容、博文和新聞報導。南非《郵政衛報》指出，這些公關手法之目的在於改善古普塔家族於媒體前的形象。
一些由古普塔家族旗下媒體之伺服器所意外流出的電子文件指出，貝爾·波廷格涉及大量編輯英文維基百科上有關於古普塔家族的條目，一名貝爾·波廷格的員工被指將修改內容之草稿由電子郵件寄給古普塔家族之帳號供其作欲編輯和上傳之內容的參考資料。
2016年11月25日，貝爾·波廷格發表於《金融時報》的聲明指出，貝爾·波廷格的角色不過是在「導正民眾對於奧克灣集團的誤會」。該公司表示，其宣傳的目的在於讓民眾了解到競爭力、顛覆性和工作機會乃南非轉型之關鍵。
古普塔家族旗下的媒體ANN7電視台和《新時代》報則將矛頭指向非國大內部，宣稱一些針對古普塔家族的負面言論乃非國大內部的反祖瑪勢力所散播。2016年3月，非國大在召開全國執行委員會後，該黨秘書長發表的聲明對兩家媒體「反祖瑪勢力」一說法提出嚴厲批評，認為其毫無根據。ANN7和《新時代》於事後對非國大發表了正式的道歉聲明。
2017年4月12日，貝爾·波廷格宣布不再和古普塔家族合作。《星期天時報》在此前的報導指出，和古普塔家族、祖瑪總統合作的貝爾·波廷格利用眾多社交機器人和分身帳號製造種族之間的矛盾，意圖藉此引導公眾輿論。疑似自古普塔家族外流之電子郵件亦指出，該家族為改善自身形象，計畫併購《郵政衛報》（Mail & Guardian）等對該家族不友善的媒體。
貝爾·波廷格因和古普塔家族合作所爆發之爭議，特別是其煽動族群仇恨的角色，而於2017年9月宣告破產。

##### 假新聞
南非的一些媒體和公民團體指責古普塔家族旗下之媒體散播假新聞，攻擊一些被古普塔家族視為不友善的組織和人物，其中包括《赫芬頓郵報》（The Huffington Post）、《星期天時報》（Sunday Times）、702電台（Radio 702）和《都市報》（City Press）等媒體，以及於財政部長任內嘗試阻止古普塔家族將國家「俘虜」的普拉文·戈爾丹（Pravin Gordhan）。對此，古普塔家族控制的媒體反指戈爾丹意圖讓「白人少數壟斷並俘虜南非經濟」。

### 商界反應
2016年4月初，由於古普塔家族和雅各布·祖瑪總統之間的關係具高度爭議性，多家南非和外國的銀行與會計公司決定不再為古普塔家族服務。跨國會計事務所畢馬威（KPMG）、證券商薩斯芬銀行（Sasfin Bank）、巴克萊銀行（Barclays）非洲區的阿布沙銀行（Absa Bank）以及南非第一國家銀行（First National Bank）皆宣布不再和古普塔家族的控股公司奧克灣投資（Oakbay Investments）合作。南非一家顧問公司仙喜歐（Censeo）的首席訴訟會計顧問約翰·凡戴克（Johan van Dyk）表示，由於擔心會失去客戶，越來越多公司意圖與古普塔家族保持距離。
對此，古普塔的奧克灣集團表示：「這些針對奧克灣集團和古普塔家族的指控很明顯地具有政治目的」，奧克灣的高層暗指這些指控為南非商人約翰·魯伯特（Johan Rupert）於背後所主導針對該家族的陰謀。奧克灣並指出，魯伯特透過其所擁有的任古羅投資公司（Remgro Limited）影響國家金融機構的決策，且意圖施壓各銀行和奧克灣終止合作。不過，雖然任古羅持有第一蘭特銀行（FirstRand）3.3%之股權，該公司並未對奧克灣所列舉的其它公司有任何的持股或投資。
在輿論壓力下，祖瑪總統的兒子杜杜扎尼·祖瑪（Duduzane Zuma）以及古普塔家族的阿圖·古普塔（Atul Gupta）和瓦倫·古普塔（Varun Gupta）於2016年4月8日宣布辭去奧克灣資源與能源（Oakbay Resources and Energy）的董事職位。奧克灣公司稱由於自己因各種爭議遭到商業界的普遍抵制，已很難持續經營下去。數日後，有報導指稱阿賈伊·古普塔（Ajay Gupta）、阿圖·古普塔（Atul Gupta）以及其他古普塔家族成員已離開南非前往杜拜。經濟自由戰士黨魁朱利葉斯·馬勒馬（Julius Malema）聲稱祖瑪總統於2016年3月出訪阿拉伯聯合大公國時，利用行政專機幫古普塔家族攜帶了60億蘭特（約折合4億美元），並於當地交予古普塔家族成員。
作為工會和非國大的政治盟友的南非工會大會對南非的金融機構拒絕和奧克灣集團合作一事提出批評，認為此舉除了出於政治動機，亦會造成數以千計受雇於該集團的員工失業。2016年6月20日，報導指古普塔家族在離開南非一段時間後回到了南非。
2016年9月8日，奧克灣集團在舉行法說會並宣布該年的獲利之後，執行長納吉姆·荷瓦（Nazeem Howa）在接受路透社專訪時指出，奧克灣將向和原本終止合作的四家銀行要求重新開通帳戶。荷瓦亦指出，成立司法調查委員會對四家銀行拒絕合作的理由進行調查，乃是對社會最公開和負責的做法。

### 公眾反應
阿邁德·凱瑟拉達（Ahmed Kathrada）和德瑞克·哈內科姆（Derek Hanekom）等部分非國大資深黨員要求該黨應對外說明祖瑪總統和古普塔家族之間的關係，以回應社會大眾之疑慮。南非工會大會（COSATU）雖批評金融機關不應拒絕和奧克灣集團之間商業往來，但也同時呼籲祖瑪總統應和古普塔家族保持距離。阿邁德·凱瑟拉達於2017年3月28日去世，祖瑪總統由於其和古普塔家族之間的爭議關係，而未受到凱瑟拉達家屬邀請出席其葬禮。南非前總統卡萊馬·莫特蘭德在出席葬禮的時候宣讀一封凱瑟拉達於死前一年所發表的公開信，信中要求祖瑪應卸下總統職務。
2016年6月中旬，一個自稱屬於匿名者非洲分部的黑客行動組織對一些古普塔家族旗下公司的網站發動分散式阻斷服務攻擊，遭殃的網站包括奧克灣投資、奧克灣資源與能源、撒哈拉電腦、《新時代》和ANN7。
南非藝術家阿洋達·馬布魯（Ayanda Mabulu）公開了一幅爭議性的畫作，諷刺祖瑪總統和古普塔家族之間的政商關係。畫中顯示祖瑪總統於一架飛機的駕駛艙內對阿圖·古普塔進行舔肛行為，一旁則是非國大的黨旗。
祖瑪總統和古普塔家族之間的關係成為2016年南非地方選舉的一大議題，非國大因受此事波及而表現不如預期。
普拉文·戈爾丹（Pravin Gordhan）於2017年4月遭祖瑪總統解除財政部長職務之後，南非爆發全國性反祖瑪示威，示威地點包括古普塔家族於約翰尼斯堡之私宅的前方。

## 金融交易
2016年10月，南非時任財政部長普拉文·戈爾丹（Pravin Gordhan）向南非高等法院提出聲請，指出南非的一些銀行認為對古普塔家族旗下的14家公司共有總金額達68億蘭特的可疑金融交易紀錄，由於這些交易涉嫌違反法律，這些銀行因而終止對古普塔的公司提供服務。這些聲請文件同時指出，財政部長無權要求南非境內的銀行必須持續對古普塔家族旗下的公司提供服務。
對此，古普塔家族的律師團公開駁斥戈爾丹的證詞，並指出當中的一些錯誤，包含幾筆和歐普提門煤礦（Optimum coal mine）相關的交易紀錄，指這些交易發生的時間早於古普塔家族收購該煤礦之前。2017年8月18日，北豪登高等法院（North Gauteng High Court）駁回了戈爾丹的聲請，裁定南非的銀行無權關閉奧克灣投資集團之帳戶。
南非阿瑪布加尼調查報導中心（amaBhungane Centre for Investigative Journalism）聲稱，古普塔家族透過其於政界廣大的人脈和複雜的金融交易模式獲得了多項政府合同，在短短六個月的時間內便完成了總金額達1.44億蘭特（折合約1,060萬美元）的金融交易。
南非教會理事會（South African Council of Churches）和一些學者共同發表的一份報告指出，古普塔家族和其關係企業於2011/2012年至2017年間，涉嫌透過杜拜洗錢，共有約400億蘭特（約折合30億美元）的資金被匯往境外。這些資金被指主要來自國營企業，包括南非航空（South African Airways）、艾斯康電力（Eskom）和運輸物流公司（Transnet）。
在眾多銀行終止對古普塔家族提供服務後，該家族於南非境內僅剩印度巴羅達銀行（Bank of Baroda）的帳戶依然開通。古普塔家族向巴羅達銀行申請禁止關閉其帳戶的請求，惟該銀行指出古普塔家族於過去10個月內有36筆可疑交易，總金額達42億蘭特，依然關閉其於該銀行的所有帳戶。儘管如此，巴羅達銀行依然受到廣大的輿論譴責，認為其涉及幫助古普塔家族洗錢。2017年9月4日，巴羅達銀行遭南非金融情報中心（South Africa Financial Intelligence Centre）罰鍰1,100萬蘭特（約折合83.7萬美元），理由是多筆由古普塔家族於該銀行的帳戶進行的交易違反南非反貪腐的相關法律。
截至2017年9月止，共有四家南非銀行和兩家外國銀行以涉嫌洗錢為由，將古普家族的帳戶關閉。

## 於2017年8月對旗下事業之出售
2017年8月21日，奧克灣集團宣布將旗下的兩家媒體事業：ANN7（又稱無限傳媒）和《新時代》（TNA傳媒）出售予穆茲旺尼里·曼義（Mzwanele Manyi）所擁有的洛迪多斯公司（Lodidox）。奧克灣集團的聲明指出，該集團將以3億蘭特出售其於無限傳媒的全數股份，並以1.5億蘭特出售其於TNA傳媒的2/3股權。該筆交易採供應商融資的方式，由奧克灣集團將總額4.5億蘭特的持股貸款給洛迪多斯公司。經濟自由戰士黨批評，採用融資的方式交易乃是一種障眼法，使得表面上兩家媒體由洛迪多斯持有，實際上依然受到奧克灣所控制，古普塔家族不過是藉由這種交易方式意圖掩飾其於背後持續發揮的實質影響力。
2017年8月23日，奧克灣集團宣布將旗下的圖睿開採與資源（Tegeta Exploration and Resources）以29.7億蘭特售予瑞士商查爾斯王股份責任有限公司（Charles King S.A.）。奧克灣並保證，買主查爾斯王依合約將確保盡可能不對礦場原有的員工裁員，且30%的股份將用於投資一項資助黑人就業和創業的基金。

## 延伸閱讀
- Myburgh, Pieter-Louis. . 企鵝出版社南非分社. 2017年. ISBN 9781776090891 （英语）. 网址－维基内链冲突 (帮助)
- Pauw, Jacques. . NB出版社. 2017年. ISBN 9780624083030 （英语）.